# Jonio (metropolitana di Roma)
Jonio è una stazione della linea B della metropolitana di Roma. 

## Struttura e impianti
La stazione della diramazione B1 possiede uscite in via Scarpanto, nelle immediate vicinanze di piazzale Jonio.
È interamente sotterranea e le banchine si trovano a circa 28 metri di profondità rispetto al piano stradale. Sopra di essa è presente un grande edificio di forma semi-circolare ospitante un parcheggio di scambio multi-piano con capacità di 252 posti auto (di cui 6 per individui diversamente abili) e 57 posti moto con un ampio giardino panoramico sul tetto.

## Lavori
I cantieri sono stati aperti nel novembre 2009 e l'inaugurazione era prevista per il 2013, posticipata varie volte in seguito ad alcuni ritardi. L'apertura al pubblico è avvenuta il 21 aprile 2015. La struttura è stata costruita predisponendola per il futuro interscambio con la linea D, progetto che, tuttavia, è stato sospeso nel 2012.
Come da progetto, gli accessi della metro sono due. Tuttavia i lavori dell'entrata presente su viale Jonio sono in fase di stallo.

### Rinnovo parco
Nel 2017, il sindaco Virginia Raggi ha inaugurato il rinnovato Parco Jonio, soprastante la stazione, che è stato decorato con murales. Gli autori dei dipinti sono Giusy Guerriero, Moby Dick e Noa, che hanno realizzato un'opera dedicata al film Ladri di biciclette, e Pietro Dudek. Per l'occasione, la Raggi ha dichiarato di ascoltare e raccogliere con piacere proposte come questa nata nel territorio e anche l'invito di lavorare insieme per rendere, in generale, la città più bella.

## Servizi
- Biglietteria automatica
- Servizi igienici

## Interscambi
- Fermata autobus ATAC

## Galleria d'immagini

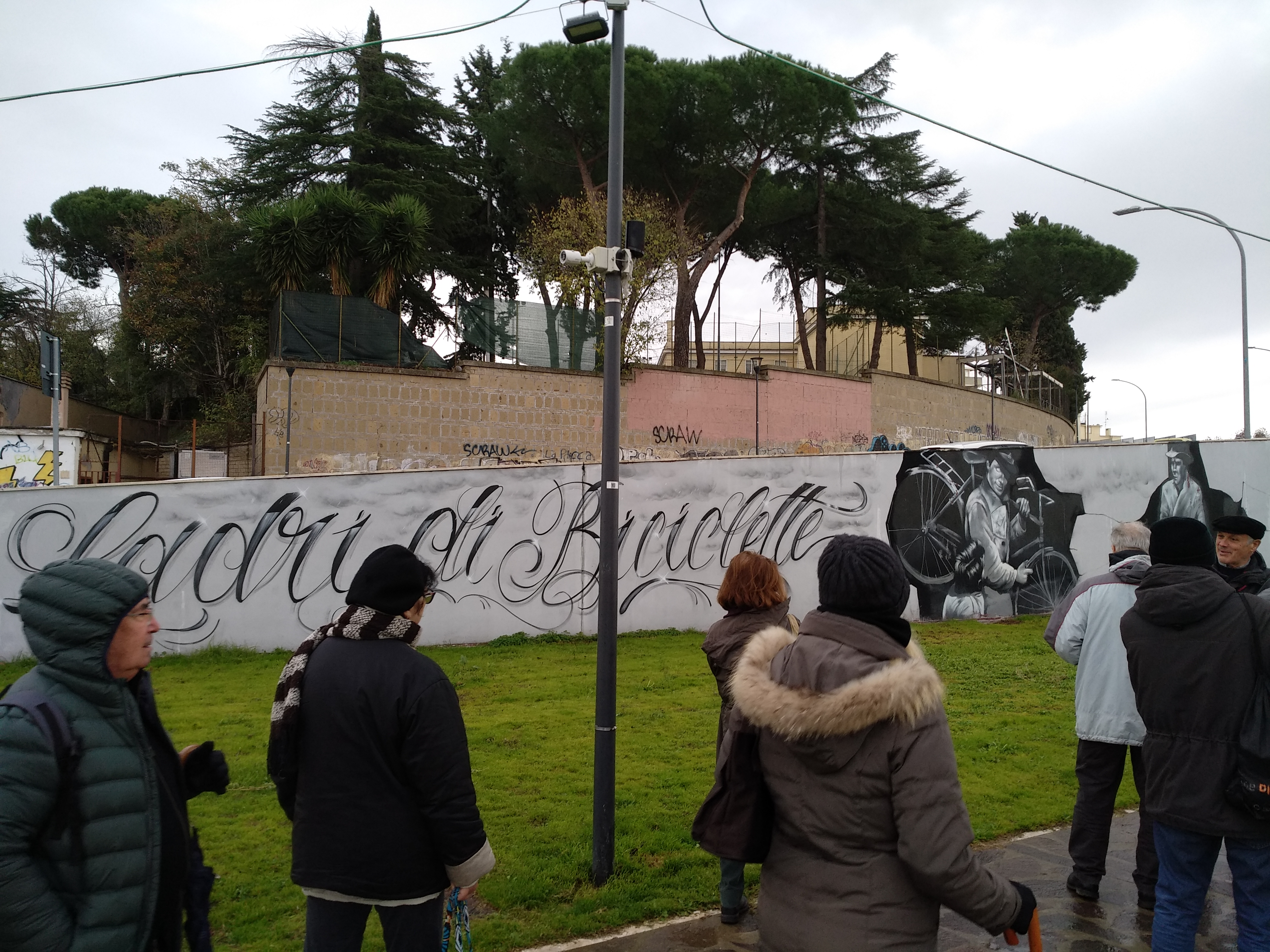
Murales dedicato a Ladri di biciclette